# Heinreichalm
Die Heinreichalm ist eine Alm in der Gemeinde Dorfgastein im österreichischen Bundesland Salzburg.

## Lage und Charakteristik

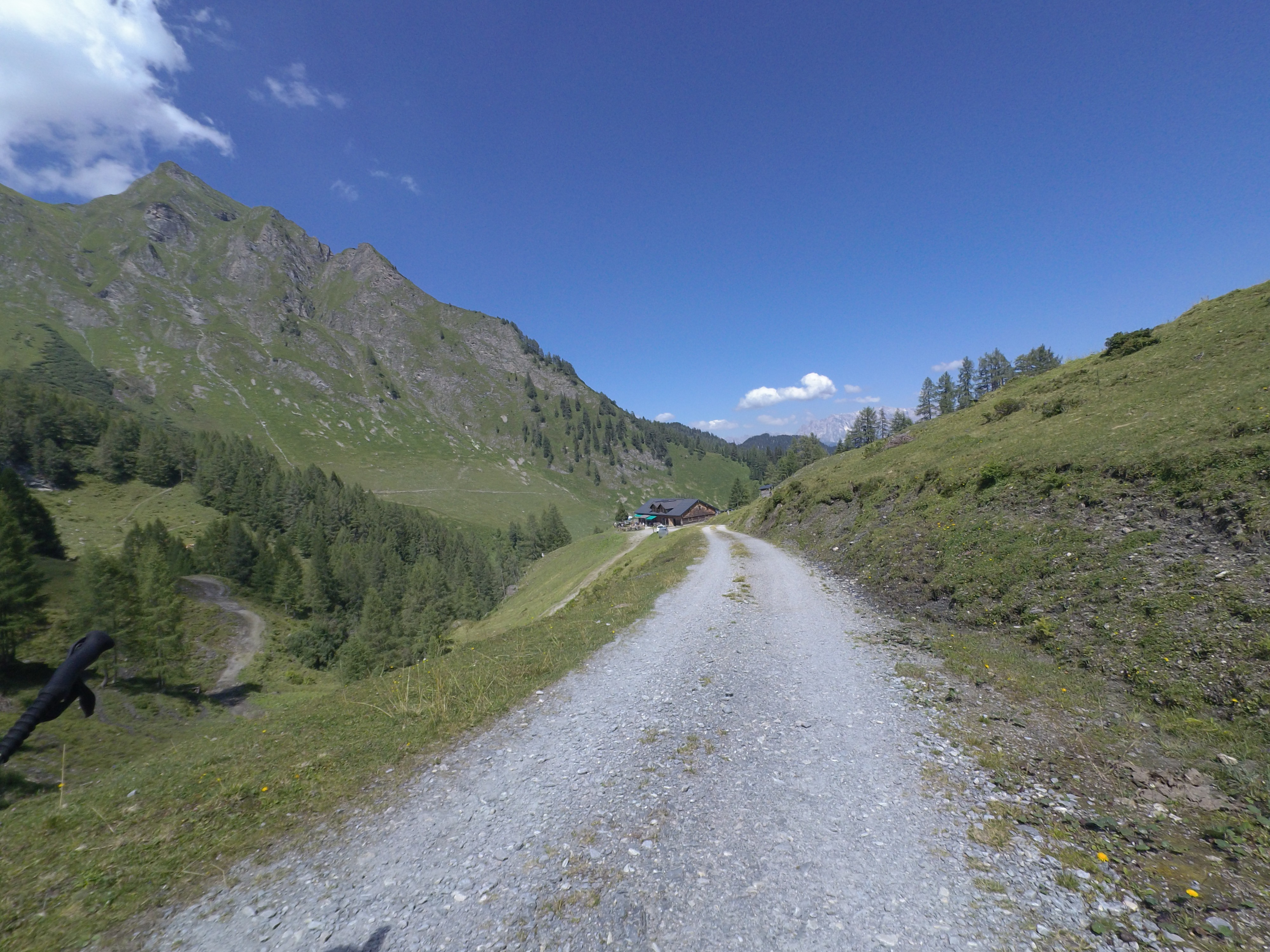
Fahrweg auf der Heinreichalm

Die Heinreichalm erstreckt sich an den nordöstlichen Berghängen des Kar-Katzenkopfs in der Goldberggruppe. Sie befindet sich in der Ortschaft Unterberg und in der Katastralgemeinde Klammstein und ist dem Heinreichgut in Unterberg zugehörig.
Das Gelände fällt Richtung Norden in das Tal des Bernkogelbachs ab. Die Heinreichalm bildet eine gleichnamige Rotwild-Ruhezone, die von 1. November bis 31. Mai nicht betreten werden darf. Auf der Alm liegen mehrere Kleinseggenriede. Im Westen wird sie von einem Grünerlen-Buschwald begrenzt. Über das Areal führt der Weitwanderweg Salzburger Almenweg.

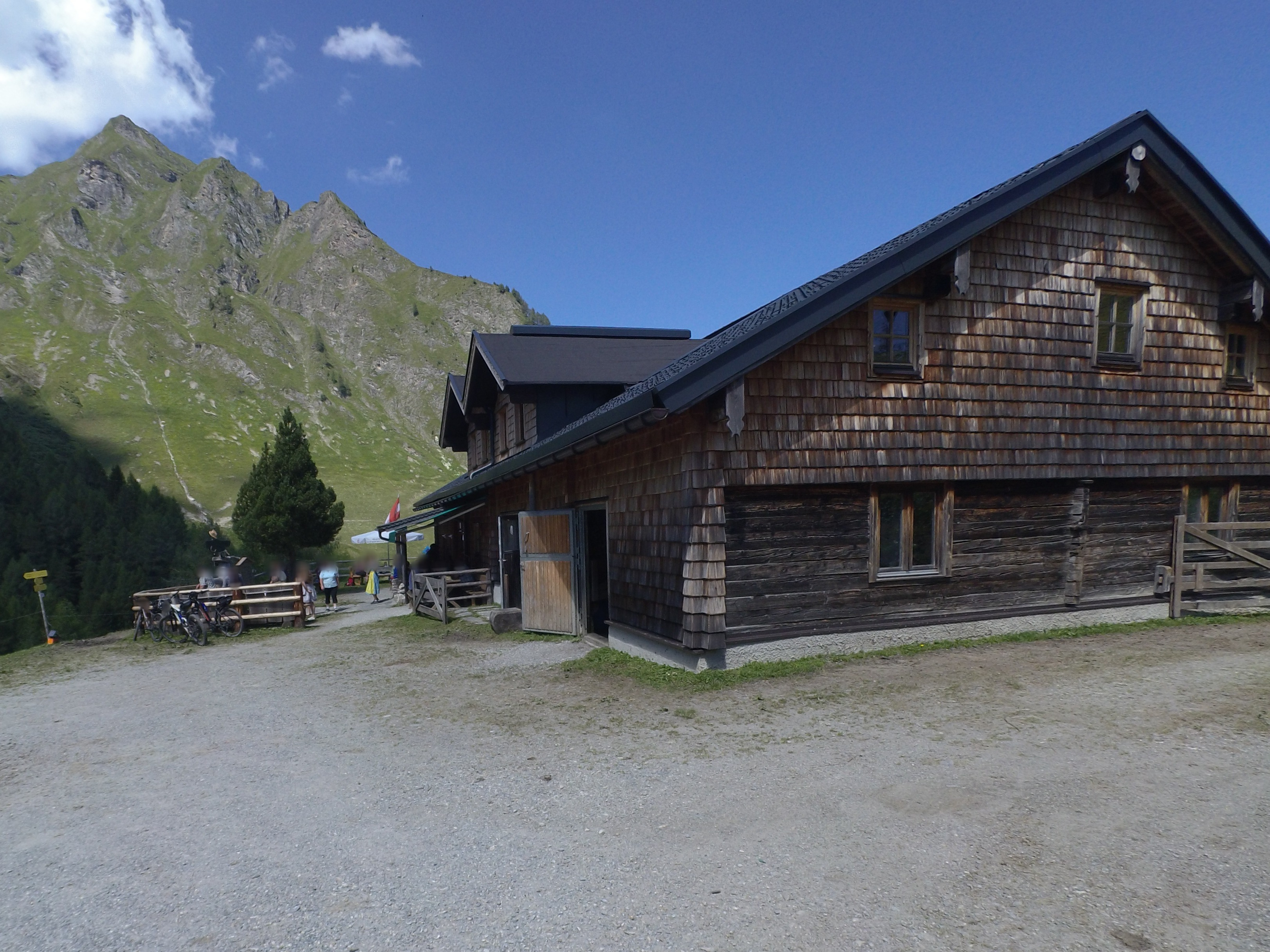
Almhütte der Heinreichalm

Eine Almhütte steht auf einer Höhe von 1688 m ü. A. Ein weiteres Gebäude ist die Heinreichkapelle. Zwischen der Almhütte und der Kapelle liegt ein Fischteich. Auf der Alm wird im Sommer Vieh gehalten. Sie ist zudem Teil des Eigenjagdgebiets Hanselbauernalpe (Heinreichgut). Die Almhütte wird witterungsabhängig von Ende Juni bis Mitte September als Jausenstation bewirtschaftet. Auf Anfrage sind hier auch Übernachtungen möglich.

## Geschichte
Im von 1823 bis 1830 erstellten Franziszeischen Kataster ist im Bereich der heutigen Almhütte ein unbenanntes Gebäude verzeichnet. Die Almhütte wurde 1947 neu errichtet und seitdem mehrmals renoviert und ausgebaut, beispielsweise in den Jahren 2012 und 2013. Die Heinreichkapelle wurde ab 2006 erbaut und 2008 eingeweiht.